# Ханс-Улрих Бак
Ханс-Улрих Бак (на немски: Hans-Ulrich Back) е немски офицер, служил по време на Първата и Втората световна война.

## Биография

#### Ранен живот и Първа световна война (1914 – 1918)
Ханс-Улрих Бак е роден на 26 август 1896 г. в Саарбрюкен, Германия. През юли 1914 г. се присъединява към турската армия. С началото на Първата световна война се прехвърля в пруската армия, а през следващата година достига чин лейтенант.

##### Междувоенен период
Служи в армията до 1920 г., след което се присъединява към полицията. През 1935 г. отново се присъединява към армията. До началото на Втората световна война се издига до звание оберстлейтенант. На 1 февруари 1938 г. е назначен за командир на 1-ви батальон от 2-ри стрелкови полк.

#### Втора световна война (1939 – 1945)
През войната заема редица постове. На 8 август 1940 г. поема командването на 1-ви батальон от 304-ти стрелкови полк, на 26 август 1940 г. на 304-ти стрелкови полк, а на 15 септември 1942 г. на 11-а танково-гренадирска бригада. През останалата част от войната назначенията му са като командир на танкови дивизии. На 1 ноември 1943 г. му е поверено командването на 16-а танкова дивизия, на 9 октомври 1944 г. на 178-а танкова дивизия от резерва, на 1 януари 1945 г. на танкова дивизия „Татра“, а на 25 февруари 1945 г. на 232-ра танкова дивизия. Преживява войната и умира на 14 февруари 1976 г. в Хаген-Емст, Германия.

## Военна декорация
| - Германски орден „Железен кръст“ (1914) – II (14 ноември 1914) и I степен (25 юли 1915) - Германска „Значка за раняване“ (1914) – черна (?) и сребърна (15 април 1918) - Германски орден „Кръст на честта“ (9 ноември 1934) - Германски Възпоменателен медал от 13 март 1938 г. (8 ноември 1938) - Германски Възпоменателен медал от 1 октомври 1938 г. (?) | - Железен кръст (1939, повторно) – II (27 септември 1939) и I степен (20 октомври 1940) - Германски медал „За зимна кампания на изтока 1941/42 г.“ - Германска „Танкова значка“ (?) - Рицарски кръст (5 юли 1940) - Упоменат в ежедневния доклад на Вермахтберихт (13 януари 1944) |